# Иван Калоянов
Иван Костов Калоянов е български офицер (генерал-майор). Заслужил деятел на съобщенията.

## Биография
Иван Калоянов е роден в 1919 година в разложкото българско село Долно Драглища. Учи в Разложката гимназия и завършва Търговската гимназия в Свищов. Активно участва в марксически кръжоци и става член на Българския общ народен студентски съюз и на Работническия младежки съюз. Завършва Икономическия институт в София. По време на въоръжената комунистическа съпротива в годините на Втората световна война първоначално е ятак, а по-късно партизанин в Партизанския отряд „Яне Сандански“, където командир е чичо му Лазар Калоянов.
След Деветосептемврийския преврат завършва Военната академия „Георги Раковски“, а след това Академията за висши военни кадри в СССР. Специализацията му е организация и ръководство на свръзките във въоръжените сили. Към 1946 г. завежда политическата подготовка на 1-ва дивизионна свързочна дружина в София. Работи в Генералния щаб на Министерството на народната отбрана като началник на управление „Свръзки“. В периода 1957 – 1963 г. е началник на Управление „Свързочни войски“, когато то е разделено на три отдела и той остава началник на Свързочния отдел към ГЩ на БА до 1 октомври 1964 г. При обединяването на трите отдела той отново е назначен за началник на управлението и остава на този пост до септември 1969 г. По-късно представлява България във Варшавското командване. В средата на 80-те години е председател на Комитета на запасните офицери в Ленински район в София.
Автор е на много трудове, свързани със свързочните войски, както и на мемоарите „Изстрели над Пирин“. Носител е на орден „Народна република България“ – II ст. (1969)